# Krymska Priemjer-Liga
Krymska Priemjer-Liga (ros. Крымская Премьер-Лига) – profesjonalne rozgrywki piłkarskie dla klubów z Krymu, powstałe w związku ze sporną przynależnością państwową półwyspu.

## Historia i status
Liga została utworzona w 2015 przez delegację UEFA, której przewodniczył był prezes Słowackiego Związku Piłki Nożnej František Laurinec, zapewnił, że „UEFA chce pomóc w ratowaniu futbolu na Krymie”. Ukraińscy działacze nie byli przeciwni utworzeniu osobnej ligi na Krymie, ale zaznaczyli, że „Krym jest częścią Ukrainy”. Ligę ma tworzyć osiem klubów, z czego pięć nigdy nie brało udziału na poziomie zawodowym, a według UEFA, liga była zlokalizowana w regionie o słabej infrastrukturze piłkarskiej. Zdaniem lokalnego dziennikarza, TSK i SKCzF są stosunkowo niezależne finansowo, a pozostałe sześć klubów na Krymie finansowane jest przez Ministerstwo Sportu Federacji Rosyjskiej. Były też intencje by zaprosić byłego radzieckiego i rosyjskiego piłkarza międzynarodowego Andrieja Kanczelskisa jako trenera do jednego z klubów na Krymie.
W 2016 Wiaczesław Kołoskow, były prezes RFS, powiedział, że UEFA nie myśli o przyznaniu Krymowi członkostwa w niej, ale o integracji krymskich rozgrywek z rosyjskimi. KFS stoi natomiast na stanowisku, że UEFA ma dwa wyjścia: albo uznać Krym za część Federacji Rosyjskiej, albo za osobny kraj i przyznać mu status członka, tak jak było w przypadku Kosowa (państwa nieuznawanego).
Pierwszy w historii ligi mecz (SKCzF Sewastopol – TSK-Tawrija Symferopol) zakończył się wynikiem 2–2.

## Kluby
| Klub                       | Siedziba    | Stadion                          | Strona WWW         | Lata        | Status                   |
| -------------------------- | ----------- | -------------------------------- | ------------------ | ----------- | ------------------------ |
| FK Bakczysaraj             | Bakczysaraj | Stadion Druzba                   | fc-bakhchisaray.ru | 2015        | rozwiązany               |
| PFK Berkut Armiańsk        | Armiańsk    |                                  | pfcberkut.ru       | 2015 – 2016 | rozwiązany               |
| Kafa-Goleador Teodozja     | Teodozja    | Stadion Krystał im. W.Szajderowa |                    | 2015 –      |                          |
| Okean Kercz                | Kercz       | Stadion im. 50-lecia Oktiabria   | oceanfc.ru         | 2015 –      |                          |
| Rubin Jałta                | Jałta       | Stadion Avangard                 | rubinyalta.ru      | 2015 –      |                          |
| FK Sewastopol              | Sewastopol  | SKS Arena                        | fcskchf.com        | 2015 –      | dawniej SKCzF Sewastopol |
| TSK-Tawrija Symferopol     | Symferopol  | Stadion Łokomotyw                | fctsk.ru           | 2015 –      |                          |
| FK Eupatoria               | Eupatoria   | Arena Krym                       | fcevpatoriya.ru    | 2015 –      |                          |
| Krymtieplica Mołodziożnoje | Mołodiżne   | Stadion KT Sport Arena           |                    | 2016 –      | nowo promowany           |

## Mistrzowie
| Sezon   | K | K | T | Mistrz                 | Wicemistrz                 | III miejsce                | Br. | Król strzelców                                     | Uwagi    |
| 2015/16 |   |   | 1 | TSK-Tawrija Symferopol | SKCzF Sewastopol           | FK Bakczysaraj             | 15  | Nikita Koliajew (Okean Kercz)                      | 8 drużyn |
| 2016/17 |   |   | 1 | FK Sewastopol          | Krymtieplica Mołodziożnoje | FK Eupatoria               | 16  | Dliawer Nuridinow (FK Eupatoria)                   | 8 drużyn |
| 2017/18 |   |   | 1 | FK Eupatoria           | FK Sewastopol              | TSK-Tawrija Symferopol     | 14  | Redwan Osmanow i Ołeksandr Żabokrycki (Sewastopol) | 8 drużyn |
| 2018/19 |   |   | 2 | FK Sewastopol          | TSK-Tawrija Symferopol     | Krymtieplica Mołodziożnoje | 17  | Redwan Osmanow (Sewastopol)                        | 8 drużyn |